# クーロンズゲート
『クーロンズ・ゲート-九龍風水傳-』（クーロンズ・ゲート くーろんふうすいでん、KOWLOON'S GATE）は、1997年2月28日にソニー・ミュージックエンタテインメント (SME)が発売したアドベンチャーゲーム。

## 概要
九龍城砦をモデルとした「九龍城（クーロンじょう）」が舞台のアドベンチャーゲーム。この世と対なす別世界「陰界」から突如出現した九龍城の風水を正し、世界の崩壊を防ぐことを命じられた「超級風水師」を主人公とする。キャッチコピーは「常識は、今のうちに捨てておいてください。」。
PlayStation初期タイトルとして、PS発売以前からプロモーションムービー等が公開されていたものの、開発の遅れによって発表から発売までに4年以上の歳月を費やした。
2010年4月14日から2013年4月10日の間、PSP/PS3用ゲームアーカイブスとしてPlayStation Storeで配信。2015年9月16日よりPlayStation Vitaに対応したほか、初回版のブックレット（デジタル版）が付属して再配信されている。
2017年10月26日には、ジェットマンから本作の前日譚にあたるPlayStation VR対応ソフト『クーロンズゲートVR Suzaku』が発売された。
2019年11月10日には次世代版続編『クーロンズリゾーム』の製作が発表され、ゲームシステムや対応機種、販売形態の変更を経て2024年に発売された。
本作の主要メンバーは後に有限会社「是空」を立ち上げ独立した（現在は解散）。

## ストーリー

### プロローグ
まだ中国に返還される前の1997年5月の香港。主人公は香港最高風水会議の超級風水師である。物語は、既に存在しない九龍城が姿を現したことを発端とする。
現世である「陽界」とは表裏一体の世界「陰界」が存在する。この九龍城は陰界のものであり、それが突如として陽界に出現したのだ。どうやら原因は、陰界において四神獣の見立てが行われていないことにあるという。そのため気脈の流れが乱れ、最も邪気に歪んだ九龍城が陽界に姿を現してしまった。陰と陽が不用意に交わるようなことがあると、世界の存在自体が意味を失って消滅しかねない。5月22日、主人公は陰界に風水を起こすべく、九龍城の入り口となる龍城路へと送り込まれた。

### 小黒との出会い
ただでさえ陽界とは価値観や法則の異なる陰界で、しかも最も歪んでいる九龍城では常識などまるで役に立たない。主人公は九龍城にて奇妙にして奇怪な人々、出来事の数々に見舞われる。龍城路の奥の胡同で鏡屋を救出した主人公は、「九龍フロントに行ってはどうか」という提案を受ける。九龍フロントにて気功塾の経営者であるウェイと出会い、陰界の龍脈についての情報を得る。九龍城は四つの龍脈すべてが集まる場所であり、龍脈が乱れた現在、この九龍城のみが陽界に現出したのもそれが関係しているという。そして龍脈の一つ「青龍」は木彫りの仏像に姿を変えているという。
九龍フロントで様々な路人に振り回されるうち、主人公は季弘という質屋から引替札を差し出される。季弘は小黒という人物から古い暦の本についての依頼を受けていたらしいが、主人公は小黒という人物を知らない。小黒が居るとされる龍城飯店というホテルを訪れ、主人公を迎えたバーテンダーのリッチは主人公が手にしていた引替札の存在に気づき、小黒の居場所を教えた。すると「私なら、ここよ」という声と共に、2階から1人の若い女性が降りて来た。彼女が小黒だった。
小黒は２年ほど前から九龍城に現れ、龍城飯店で手伝いをしたりしながら暮らしていたが、最近見るようになった予知夢をきっかけに、生き別れの姉捜しを始めたという。一方、九龍城では「蛇老講」またの名を「オールド・スネーク」という秘密結社が双子を集め、「鳴力」という能力を覚醒させて何かを企んでいるらしい。もし小黒が双子だったら彼らに目をつけられるのではないかとリッチは心配していた。

### 龍脈
主人公はさらに調査を進めるうちに、スネークと敵対する組織「是空」の使者である紅頭達と出会い、協力を求められる。やがてスネークの目的が、双子を利用して「眠れる龍」を目覚めさせ、不老不死を得る事だと判明する。
あ
調査を続ける主人公は、小黒を気に掛ける女性コニー楊、小黒が相談していたという夏先生、龍津路一のべっぴんと評判の男性アニタ・ドールなど様々な人々と関わりつつもミスター・チェンや媽妃と言ったスネークのメンバーに目を付けられ、そして小黒も持ち前の行動力で姉を探すうちに九龍を渦巻く陰謀と混乱に巻き込まれていく。また、陰界では四神獣の見立ては地形では無く、宿命を受けた人間で行う必要があった。その一人が10年前に白虎の龍脈を探していた風水師であり、アニタ・ドールの兄であるスイジェンだった。彼はスネークの策略で封印されており、解放するには封印石を全て破壊するしかないが、その封印石がどこにあるのかは分からなかった。

### 清朝
小黒が会いに行くと言っていた怪しげな陰陽師を訪ねた主人公は、凄まじい勢いで畳み掛けられて彼の開発したタイムマシン「渾天儀」で清朝の時代に着く。乾清宮では四神獣を見立てる天道式が予定されていたが未だ執り行われず、城には物の怪が徘徊していた。また、前回の天道式では見立てを行うはずの風水師が邪心を抱き、自らを青龍に見立てようとして処刑された。その際に青龍の宿命を受けていた僧侶は自身を木彫りの仏像に変えて邪気から逃れたという。主人公は玄武の宿命を受けた医者の玄太と皇帝を見立てて龍脈を繋ぎ、現代に戻る。

### 蛇老講
主人公が九龍城に戻ると龍城路の半分が消え、西城路と繋がる異常自体が起きていた。マグネ気や邪気が九龍城を蝕みつつある中、主人公は是空の指導者であったウェイにより、スネークが目覚めさせようとしている「眠れる龍」の正体が清朝で木彫りの仏像に変わった僧侶、およびその青龍の力である事。そして仏像の中にはかつて処刑された邪悪な風水師・妖帝の怨霊が潜んでおり、それこそがスネークを操る黒幕であると明かされる。眠れる龍が目覚めるとき、全ての邪気が不滅となる。スネークの言う不老不死とはこの事だった。やがて小黒の鳴力の覚醒により、彼女はスネークに狙われる。主人公はスネークの幹部・双子師四天王と攻防を繰り広げつつ、小黒を探して九龍城を奔走する。

### 九龍城崩壊
多くの出来事を経て小黒を保護した主人公は、九龍城が元の世界に戻ろうと崩壊を始める中、リッチの店に戻った。安堵も束の間、爆発音が響き渡り、主人公は小黒をリッチと紅頭に任せて飛び出す。スネークと組んでいた剥製屋を倒した主人公は最後の封印石を崩し、解放されたスイジェンを白虎へと見立てた。しかし九龍フロントに龍穴が開き、街には妄想の嵐が吹き荒れる。その最中、前に大井路で出会った妄人にして、玄太の息子である玄機と再会し、行動を共にする。陰陽師が龍穴の先が1920年の上海だと解明するも、直後に小黒が龍穴に吸い込まれてしまう。主人公は小黒を追って再び時を超え、1920年の上海にある「妄想の島」へと辿り着く。

### 妄想の島
妄想の島でも天道式の準備が進められていた。蘭暁梅という少女に天道式に使う絵画を運ぶ手伝いを頼まれるが、その絵画は二人の玄機を映し出す。やがて玄機も消えた。主人公は写真の中に小黒を受け止め、彼女の姉の思念と対面する。小黒はこの時代の人間だったが何らかの力で未来に飛ばされた。そして彼女ら姉妹は朱雀の宿命を受けていた。主人公は暁梅の見立てに失敗するが、その力は小黒と姉に受け継がれる。同時に占い師のマダム馮から妖帝の封印に必要な「五岳の図」を授かったものの、現代には戻れなくなってしまった。そこで実はタイムトラベラーだった季弘により朱雀の鏡を譲り受け、現代に戻る。そして小黒との思い出を振り返りつつ、彼女と姉を朱雀へと見立てた。

### 四神獣の見立て
残る神獣を見立てるべく、響く声に導かれて妄人路へと向かう。妄人中心には人生を歩み直し、宿命を受け入れた玄機がいた。彼を玄武に見立て、いよいよ妖帝に囚われた青龍を残すのみとなった。しかし遂に妖帝自身が動き出し、巨大な異形が姿を現す。
「皮肉なことに、私をこの場に導いたのは君自身だ。君は私の生まれ変わりのようだ」。蘇った双子師四天王の口を介して主人公に語りかける妖帝。最後の戦いが始まった。四天王を下し、妖帝の本体を五岳の図で封じる。そして石化が解けた木彫りの僧侶を青龍に見立て、とうとう見立てが完了した。九龍城は香港から消えていき、陰陽二つの世界は元の場所に戻った。しかし決して離れた訳ではない。互いに交わる事なく響き合い、ひとつの秩序を生み出す。主人公は摂理を歪める邪悪を払い、二つの世界を救ったのだ。
しかし主人公は陰界に居た。崩れ去った九龍城の瓦礫の間を歩いていると、何故かそこに暁梅が現れた。主人公に気付いて駆け寄る暁梅だったが、突如として現れた異形の腕に掴まれて消えていく。後には異形から落ちた腕の一本が不気味に残るだけだった。

## 世界観

### 陽界と陰界
「陰界」とは、「陽界」である現世とは表裏の関係にある世界。同一時間軸上に存在するが決して互いに交わることも、離れることもない世界の事で、一種のパラレルワールドにあたる。陰と陽が不用意に交わる状態が続けば世界はやがて意味を失い、消滅してしまうとされる。陰界では香港を超えた文化の混合が起きており、作中の名詞は広東語、北京語、英語など多様な言語が混ざり合った表記となっている。

### 妄人と鬼律
気脈の流れが乱れて邪気に満ちた九龍城では、妄想に邪気が取り付くことによる異常事態が頻発しており、その最も極端な形が「妄人（ワンニン）」と「鬼律（グイリー）」である。
妄人（ワンニン）
「物」に執着しすぎた人間の妄想に邪気が取り付いた結果、存在の半分が執着する「物」自体になってしまった人間。
鍵穴からのぞくことに喜びを感じていた男が妄人となった「鍵穴男」や、ボイラーが好きだった男が妄人となった「ボイラー男」などがいる。
半分「物」となってしまった彼らにとって唯一人間らしさを保ち続けることができる行為が「妄想すること」であり、妄想することをやめたとき、彼らは完全に「物」となってしまう。彼らはそれを自覚しており、完全に「物」となってしまわないようにするために、妄想することをやめることができない。
元々妄想好きな（妄想がユニークな）人間ほど邪気の影響で妄人化し易いが、作中の時期には妄想を全くしない人間ですら妄人化する事態が発生しており、主人公も戦闘に敗北する事で即座に妄人化してしまう。
鬼律（グイリー）
鬼律は妄人とは逆に、物に邪気が入り込み意思を持ったものであり、日本で言うところの「付喪神（九十九神）」というものに近い。鬼律は邪気を放ち、それに当たることで「気力」を完全に失った人間は妄人になってしまう。一般的なRPGにおける雑魚モンスターと中ボスに相当する。
鬼律は、鬼律になる以前の物であったころの姿の面影を残している。彼らを物に還す方法は、宿った邪気に相克する邪気をぶつけるか、邪気そのものを吸い取ることである。
胡同（フートン）
リアルタイムダンジョンの舞台。元々は「路地」を意味する言葉だが、九龍では複数の建物が歪みながら繋がり、気脈の乱れによって邪気が充満してしまった空間をこう呼ぶ。あちこちに鬼律が蔓延り、彼らの放つ邪気に満ちているため、生身の人間が立ち入ることは非常に危険である。

### 双子と鳴力
本作において、双子の不思議な共鳴は鳴力と呼ばれており、奇跡を起こす不思議な力として人工的に双子を作るプロジェクトも存在している。
鳴力（ミンリー）
離れたところに居る双子同士がお互いに呼び合う特殊力のこと。
老力（ロウリー）
双子たちの鳴力を高め続けた結果、より大きな力となったもの。但し、九龍では未だ老力が現れる兆候は無い。
假鳴（ガーミン）
仮初の鳴力。スネークが無理矢理覚醒させて管理している鳴力は実際はこの假鳴である。いくら高いレベルに引き上げても双子同士が感応することは無く、一方的に力を吸い取られるのみ。スネークに利用されている双子は假鳴によって片割れではなく「眠れる龍」と感応させられており、無自覚に力を吸い取られている。
プロジェクト扶起（プロジェクト・フーキ）
双子を安全に正しく鳴力の覚醒に導くプロジェクト。命名は紅頭5号。鳴力に覚醒し始めた双子は不安定な状態が続くため、その間に邪気に憑りつかれるなどの問題を回避すべく指導するというもの。だが実際はオールド・スネークのような鳴力を悪用する者達の横取りを防ぐ目的が大きい。
双子政策
オールド・スネークが進めている政策。鳴力を集めて「眠れる龍」を目覚めさせ、不老不死の奇跡を起こす事を目的とする。双子の数を増やす事が重点に置かれており、双子中心内部では何らかの方法で人工的な双子を作っているとされる。当初は作られた双子のことを「新童（サントン）」と呼んでいたが、現在では双子は皆新童であるため、この呼び名は使われていない。
おはじめ式
双子を作ることを決心した者が参加する儀式。双子政策の意義と鳴力訓練に向けた心構えをビデオで上映し、次に鳴力上達者達との共振によって鳴力を疑似体験する。ここで見込まれた参加者は後にセミナーにも参加できる。開催日は不定で、ネット上にて会員に突然アナウンスされる。但し、これによって発生させられるのは本当は鳴力ではなく假鳴である。
眠れる龍
目覚させめれば不老不死の力が得られるとされている存在。オールド・スネークは双子政策によってこの龍に力を与え続け、覚醒を試みている。その正体は清朝の天道式で見立てられるはずだった僧侶の持つ青龍の力であり、「眠れる龍の目覚め」とは妖帝の復活を意味する。

### 風水
地理風水
大地に眠る力を呼び覚まし、都市の案寧を図る風水術。自然の地形を神獣とみなし、その守りを得ることで永遠の平安をもたらす万古不易の方術。北方の大山に玄武を、それより連なる東方の山並みを青龍とみなし、南方の湖沼や海、あるいは弧峰を朱雀、西方の大道を白虎とみなす。地形を神獣とみなす「神獣の見立て」はしかるべき経験を積んだ風水師の手によってのみ行われる。見立てに成功すると神獣からは龍脈が生じ、その都市に永遠の泰平が訪れる。龍脈はある種のエネルギー（電流）ようなものとして考えられ、龍脈を遠方に導く目的で、中継・増幅のための寺院が建立されることもある。
但し、このように地形を神獣に見立てるのはあくまで陽界のルールであり、陰界では各神獣の宿命を背負い、力を受け継いだ人間を「超級羅盤」によって神獣へと見立てなければならない事が明らかになる。見立てを受け、神獣として超級羅盤に宿るという事はその人物の生の終わりを意味するため、当人が見立てを拒む・躊躇うケースも当然有る。
龍脈・気脈
体の中を血液が循環しているように空間にも存在する気の流れ。本作では建物内の気の流れを「気脈」、神獣から生まれる大地の気の流れを「龍脈」と呼ぶ解釈を採択している。気脈の著しい乱れはその場所に「邪気」を生み、生命を脅かすこととなる。建物の形状でも気脈は歪むため、正しい形状で気脈の流れを確保すれば良いが、それは建物を建てる前に計画されていなければならない。対処療法的な方法として八卦鏡という鏡を使って悪い気脈を跳ね返し、良い気脈を呼び込む方法があるが、鏡の角度のずれで逆に気脈を悪化させてしまう恐れもある。鬼律など邪気を放つ原因を除去する事でも解決できるが、再び邪気の源が現れれば同じことである。最も確実な方法は地理風水によって龍脈を呼ぶことで、不正合な建物の中で多少の気脈の乱れで、すぐに邪気が生まれることもなくなる。
邪気
気脈の乱れで生じる悪しき気。人や物に憑りついて様々な害悪を齎す。「木火土金水」の五属性を持ち、相克する属性の邪気をぶつけると相殺される。
七宝刀
風水師の武器。刀として直接使う事は出来ないが邪気を蓄える事と放つ事が可能で、核物質のように人間を蝕む邪気を持ち運ぶ容器として用いる。5属性のどれでも蓄える事が出来るが、ため込める邪気は1属性に付き1つのみ。但し、邪気を多く蓄えるほど所持者への負担が大きく、5属性全てが揃うと邪気は完全な状態となり、それを持つ者の生命を即座に脅かす。代用品の「八宝刀」も存在するが、こちらは鬼律から邪気の吸収する事はできず、予め蓄えていた邪気を放つのみ。
ファイアの日
小黒が夢の中で「姉と出会える日」と聞いた日であり、陰陽五行の暦日。陰陽の暦では日付を木火土金水の五つに割り振られるため、ファイア＝火の属性の日である夏だと思われていたが、だとしても細かく分類されるため結局は不明であった。後に小黒の母の形見のブレスレットに刻まれた「戌」と「子」の二文字をヒントに1997年5月22日、即ち劇中の日である事が判明する。また、1850年と1920年の同日も同じくファイアの日である。
「ファイア」の意味は、雷のように激しい炎を指す「霹靂火（へきれきか）」であるとのこと。

### 九龍城（クーロンじょう）
陰界より現れた建造物にして巨大スラム街。陽界においては既に取り壊されているが、陰界においては四神獣の龍脈が全て通じていながら最も邪気に歪んだ場所として未だ存在し続けており、突如として陽界の香港に出現した。ゲーム中では全体像は殆ど見えないが、陽界の九龍城砦に加えて下部にも無造作に増築されて絡み合い、陽界に出現した状態ではアンバランスな塔の様相となっている。本作のキャッチコピーの通り、この街ではあらゆる概念が常軌を逸しており、陽界である現世の常識は悉く通用しない。本作はこの陰界の九龍城を舞台として展開される。
尚、現実には「九龍城」とは九龍城砦が存在した地域で、九龍城区の一部を指す。

#### 龍城路（リュウジョウロ）
主人公が最初に足を踏み入れる町。現実の九龍城砦のイメージを色濃く反映した、暗く狭く薄汚れた道が続く。九龍フロントに比べると狭いが物語が進むと地下道へ入る事が可能となったり、また最も多くの胡同があるところである（ただし各胡同は全体的に繋がっているために胡同内部のマップは同一）。主人公に協力をしてくれる鏡屋や錠前屋、エビ剥き屋の子供がおり、体験版ではここと重慶花園の探索がプレイできた。モデルは九龍城砦の代表的な通路の龍城路（ロン・セン通り）。
重慶花園（チョンキンガーデン）
龍城路のエビ剥き屋奥から入ることのできる胡同。順列的に最初に主人公が入り込む胡同となる。
富善苑（フーシンコート）
龍城路地下の奥から入ることのできる胡同。
庇利路（バイレイロード）
龍城路の水銀屋奥から入ることのできる胡同。
沙角（シャーコック）
龍城路の鏡屋とビン屋の間にある胡同。なんでも金で解決する場所。

#### 九龍フロント
九龍城の中心地のような風情がある比較的巨大な町。九龍城では最も賑やかな繁華街だが、同時に裏社会に繋がる部分も多い。中央には巨大なネオン塔があり、良く見ると各店の看板内容まで読み取ることができる。双子屋、龍城飯店、陰陽師のラボなど物語でも重要なポイントがいくつかあったり、小黒やウェイらとの出会いの場でもあったりと実質的な九龍城及び物語の中心部となる。この九龍フロントと繋がる胡同は妄人路のみだが、他の街への入口がいくつか存在する。実際の九龍城砦には存在しないが、表通りに面した一帯には同様に店舗が立ち並び、賑やかな雰囲気の通りがあった。
妄人路（ワンニンロ）
九龍フロントの龍城飯店の先のT字路を左に、階段を降りたところに存在するエリアで、妄人が多数集うことから妄人路と呼ばれている。入口には番人がおり通常は入ることができない。正確には故同ではないが、ゲーム上は他の故同と同じくリアルタイムダンジョンとなっており、鬼律も出現する。
馬山童（マーシャンタン）という老人の頭の中にある世界であるがゆえに、妄想が尽きることが無い場所とされており、妄娘（ワンニャン）という妄想の権化によって妄想を供給されている。深部には妄人中心がある。
中盤で一度訪れるが、本格的な探索は最終盤になってからであり、本作のラストダンジョンにあたる。ナビの管轄外であるため一人で進まなければならないが、規模は他の胡同よりも圧倒的に小さく、道もほぼ一本道で迷う心配は無い。しかし鬼律は複数属性を持つものばかりである。

#### 龍津路（リュウシンロ）
劇場を中心として繁栄しているため、人々の心は他の地域の住民と比べると活気があり、街の雰囲気も華やかである。その一方で、既に閉鎖した劇場や過去の栄光を懐かしむ者達など、過ぎ去りし時代への哀愁も漂い、華やかさと退廃さが同居する街でもある。故に九龍城でも邪気の影響が強く、「ディープ」とも呼ばれる。二つの劇場が存在するがどちらも胡同と化してしまい、龍津路の人々は「オガクズ」を集めて胡同内部にある封印石を崩してしまえば鬼律は消え去るというこの町の風水師であるスイジェンの言葉を信じて協力し合っている。モデルは九龍城砦最古の街道・龍津路（ロンチュウ通り）。
天堂劇場（ティントンシアター）
龍津路の地下にある劇場。元々は人々を封印石に近づかせないようにするため、スネークが得利会館（ダクレイホール）という古い劇場の上に強引に建造した。かつては街のランドマークとして賑わったが、現在は鬼律が徘徊する胡同になってしまっている。

#### 西城路（サイジョウロ）
中央に巨大な麗虹（ライフン）という川が流れている町。川と共に生きている人々が住んでいる。閑散とした雰囲気だが以前は売薬で栄えており、現在でも寂れているとは言え漢方薬の原料を売る店が軒を連ねる。昔は大井路と繋がっていたらしいが現在は塞がっている。住民がブリッジと呼んでいる鵲橋（ジャクキョウ）という橋が架かった先は海明大廈（カーメルマンション）という大きなマンションがある。今は行く事ができないが、麗虹のほとりにはモルグへの入口があり、その更に奥には馬山童が住む神龍廟がある。モデルは西城路（サイ・シン通り）だが実物は敷地の西端にあり、東端の龍城路と対になる街路だった。
気海・黄堂・泥丸
総じて一つの西城路の胡同。元々は水路で、それぞれの胡同は複雑に絡まっている。これらの胡同は丹田の名称がつけられており、人の身体の部分を意味したものになっている。水門の操作室は元々はチャンピオン号（声 - 中田譲治）という小さな貨物船の操縦室だったものを改造している。

#### 大井路（オオイロ）
町は大井路と小姐路（シウジェロード）とに分かれており、二つは「妖精さんの転送小屋」にてワープして行き来することができる。大井路は様々な医者がそれぞれの医院を開いており、小姐路は小姐窟（シウジェクツ）という夜總会（ヤソウカイ。ナイトクラブの意）などがある歓楽街となっている。この二つの町それぞれに入口がある巨大胡同も存在する。モデルとなった大井路（タイ・チェン通り）は医療の町ではなく大きな井戸がある街だった。また、小姐路という地名は実在しない。
維多利亜大廈（ビクトリアマンション）
大井路からは二つの入口から入れる胡同。規模だけではなくその階層も地下地上共に複雑で入り乱れ、ナビの助けがなければ全て踏破する事はほとんど不可能。この維多利亜大廈はさらに奥にある美羅花園（メトロガーデン）という建物と繋がっている。

#### 光明路（コウミョウロ）
陰界の九龍城の一街区だが、今回の事件では陰界に取り残されており、作中には登場しない。事件後は陰界より漂流を開始している。公園や商業地区が集まるメインストリート・太子道（プリンスロード）。廃墟や宗教施設が集まる旧市街。街はずれには光明劇場。街を見下ろせる高台・老街など、様々なブロックを持つ。次回作『クーロンズリゾーム』はこの街が舞台となる。実際の九龍城砦にも光明街（クン・ミン通り）という通路があった。

### 別の時代

#### 清朝（シンチョウ）
物語が進む中で登場する、陰界の1850年代の中国。乾清宮（ケンセイキュウ）には道光帝（ドウコウテイ）と呼ばれる人物がおり、城下を治めている。実在の乾清宮の外は紫禁城の敷地が広がっているのだが、本作（陰界）では城下町となっている。

#### 上海（シャンハイ）
物語が進む中で登場する1920年代の中国で、「妄想の島」と呼ばれる島が舞台。実はこの妄想の島は陰界から突き出た出島のようなものであり、陽界に存在している。胡同は存在しないが、この島の住人達が暮らすバンドー大廈（マンション）は階段が複雑に絡まり合うエッシャー的空間を特徴とする、繊細で狂気的なJPEGダンジョンとなっている。
島の持ち主はフランス人の実業家で、かねてより島中に不思議な仕掛けを張り巡らせていると評判だった。当時はその実業家の名前を取って「ランベール島」とも呼ばれていた。

## クーロネット
九龍内で展開している電子ネットワークサービス。電子メールの受信、データベースの閲覧、ナビの雇用などが行えるが、利用にはアクセスカードが必要。アクセスは随所にある端末から行う。端末は郵便ポストに似た「街頭端末」の他に「家庭用端末」が存在する。端末ではゲームのセーブが可能で、これはアクセスカードが無くても行える。
リゾーム
会員制のリアルタイムチャット。ネット会員達がお喋りに興じる。参加している会員はいずれも鳴力覚醒に励む双子だと言う。「リゾーム」とは脈絡なく広がる地下茎のこと。次回作『クーロンズリゾーム』ではタイトルになっている通り中心的な役割を果たす。
ハッピーアワー
広告専門チャンネル。陽気なBGMや宣伝文句で妙な商品を紹介している。
生体通信
無意識化に作用する呪術的な通信手段。使用者の覚醒度に応じて意識下に直接語り掛ける。使用者はトランス状態となり、脳内交信を行う。チャット相手の覚醒度が高いと「進入」状態となり、未知のイメージが増殖する。一種のドラッグ的な効果があり快感を感じる者もいるが、リッチ曰く「頭が壊れてしまう奴が多い」らしく、中にはどこかに消えてしまったり、現実に帰れなくなる者もいる。終盤には転送装置のような役割を果たす。

## 登場人物

### 香港最高風水会議
主人公（超級風水師 - ちょうきゅうふうすいし）
本作の主人公。香港最高風水会議に召喚され、陰界の風水を正すことを命じられた超級風水師。説明書には「若く優秀な風水師」とあり、作中の台詞・テキストからは少なくとも男性であることが読み取れるが、実際のイメージはプレイヤー各人の手に委ねられる。プレイヤーの分身であり、物語は終始彼の目を通して語られる。
最終的に妖帝を再び封印し、風水の見立てを終えた事で陰陽の世界を救うが彼自身は陽界に戻る事は無く、エピローグで歩く場所も陰界の崩壊した九龍城である。
第一稿では「ワイルドスワン」という仮名が付けられていた。由来は同名の書籍から。
愛萍（アイピン）
声 - 山下亜美
香港最高風水会議より、超級風水師をサポートするよう依頼された女性。主人公に気脈の歪みを見る事ができるアイテム「風水スコープ」を授ける。

### 陰界の住人達
小黒（シャオヘイ）
声 - 野中希
本作のヒロイン。九龍フロントにある「龍城飯店」という小さなホテルの2階に暮らしている美女。24歳。2年前にひょっこり九龍フロントへやってきて、リッチのバーの手伝いをしたりウェイの気功塾に通いながら暮らしているが、その出自は誰も知らない。最近、これまで逢ったこともない「姉」が自分の夢に出てくることについて何かを感じている。人並外れた行動力の持ち主で、主人公との出会いを皮切りとして「姉」を探し求めるあまり危険を顧みない行動に出るようになり、陰界の風水を巡る物語に巻き込まれていく。短く切り詰めた黒いショートヘアで、胸元を締め上げたビスチェにボンデージとショートパンツという露出度の高い恰好に、ワークブーツを履いた活動的な軽装。「小黒」とは男児に付けられるべき名前である。
物語の途中で真の鳴力に覚醒した事でスネークに目を付けられ、しかしそんな中でも持ち前の行動力でどんどん九龍の深部へと足を踏み入れていき、幾度となくその身を危険に晒しては主人公はその探索に駆り出される。終盤、実は1920年の人間である事と、姉と共に神獣・朱雀の宿命を受け継いでいる事が明らかになる。しかし妖帝の邪悪な力で1990年代に飛ばされ、記憶を失っていた所を九龍フロントに辿り着いた。龍城飯店に開いた龍穴に吸い込まれた後、1920年に先回りした主人公に写真の中へと受け止められ、そこで姉と再会する。最期は暁梅の力を受け継いだ事で姉と共に主人公によって朱雀へと見立てられ、その生涯を終えた。
2022年の「クーロン25th Anniv.超級路人祭」にて書き下ろしシナリオ「小黒秘話」が小黒役の野中希によって朗読され、設定の強化が行われた。それによると、1919年6月8日、姉と共に父の誕生日祝いとしてランベール島（妄想の島）への旅行をプレゼントしたのだが、島に向かう途中に船が霧に呑まれて行方不明になり、姉と父は発見されたものの助からず、たまたま漁船に助けられた小黒だけが生き残った。その後は父方の叔母の家に引き取られたが、やがて未来の陰界に飛ばされる。着いた先は1995年の5月であり、気が付いたら海鮮中心の粥屋の丸椅子に座っていた。その後、あてもなく町を彷徨ううちに龍城飯店に辿り着き、そのまま成り行きでバーの手伝いをすることになった。父が死ぬ前に「黒（ヘイ）」という名字を名乗ってからは「黒」として生きていたが、九龍に来てからは同世代や目下に用いられる愛称の「小（シャオ）」を付けて呼ばれるようになり、いつしか「小黒」と名乗るようになった。本当の名前は本人も覚えていない。しかし彼女が何故、如何にして1995年の陰界に飛んだのかその詳細は未だ謎に包まれている。
リッチ
声 - 鈴木英一郎
「龍城飯店」1階にあるバーのマスターをしている男性で、左目に眼帯をしている。スキンヘッドの頭にはタトゥーがある。小黒を妹のように思っており、「姉の夢」について調べまわる彼女を心配している。現実的で冷静な態度を取る。実は案内屋を仕切っており、クーロン・ナビは彼の部下であることから、陰ながら主人公を支援していた事がうかがえる。シェーカーフェチという一面があり、それを自覚しているが故に邪気に憑りつかれる事を危惧し、胡同の浄化を求めている。徐々に主人公にも信頼を寄せていくが、最後は九龍フロントに吹き荒れた妄想の嵐によってシェーカーの妄人と化してしまい、それまでとはまるで別人のような振る舞いをしながら去って行った。
「小黒秘話」によると龍城飯店は支配人が行方不明になって以来、ホテルとしては休業状態であり、部屋が使い放題ということもあって小黒が居候していた。バーもテーブルや椅子は積まれ、ほぼカウンターだけで営業しているような状態であり、客も近くの商店主がほとんどであった。
ウェイ
声 - 小杉十郎太
九龍フロントで気功塾を営む人物。実はオールド・スネークに対抗するレジスタンス「是空」のリーダー。35～36歳。「紅頭（ホントウ）」と呼ばれる特殊な能力を持った少年達を率いており、主人公に協力する。冷静に状況を分析し、組織を運用する一方、必要とあらば自ら率先して行動する事も辞さない。リッチとは連絡を取り合う仲。終盤には妖帝を倒す手掛かりを求め、ゲームキッズと共に清朝の時代へとタイムスリップして以降の動向は不明。
ゲームキッズ
声 - 佐々木るん
九龍フロントのゲームセンター「遊戯中心」のゲーマー少年。神出鬼没で機械やネットに詳しい。実は姿を見せずデータベースを介してしか接触してこなかった紅頭5号の正体である。最後はウェイと共に清朝へとタイムスリップする。主人公には暴走した妄娘を倒す手段として、自身がゲームで倒したモンスターデータを収録したROMを残していった。
紅頭（ホントウ）
声 - 佐久間なつみ（1号） / 甲斐田ゆき（2号） / 愛河里花子（3号） / 向殿あさみ（4号）
是空の使者であるサイキッカーの少年達。1号から5号まで居る。各地で諜報活動を行い、主人公をサポートする。最終局面では小黒の護衛をしていたものの、龍城飯店に開いた龍穴に飲み込まれてしまい、5号であるゲームキッズを除いて消息不明になる。
季弘（リー・ホン）
声 - 松尾銀三
龍城飯店の前で主人公が出会った質屋。骨董品を集めてくる事が専門で、この街の物やこの時代の物には全く興味はなく、持ち込まれても金には換えない。実は1920年代と1990年代を行き来するタイムトラベラーである。小黒が過去の人間である事も見抜いていたが、彼女が1990年代で生きようとしているように思えて敢えて告げなかった。最後は主人公を現代に戻すべく「朱雀の鏡」を渡し、自身は1920年に留まる。
陰陽師
声 - 青野武
呼び名こそ陰陽師だが、外国から来た呪術師にして科学者であり、時空を超える道具「渾天儀（こんてんぎ）」を所持する。腕は確かだが、そそっかしい人物。
なお、過去の世界にも彼と容姿がそっくりな先祖が存在する。
張魯（チャン・ルー）
声 - 目黒裕一
鳴力に覚醒した双子の片割れで、スネークの幹部・望師（ワンシー）。是空のスパイであり、スネークの極秘情報を流していたのだが、急に連絡が途絶える。その後、弟の張陵が双子中心に監禁されている事を知ると救出のために現れ、婆童と戦っていた主人公に加勢するが、双子師四天王によって弟共々、医療鋏の妄人にされてしまう。終盤、妄人路で主人公と再会する。
張陵（チャン・リン）
声 - 田窪一世
張魯の弟。夢で兄の存在を感じ始め、電脳中心の「戦闘宇宙海賊」というゲームに兄の姿を見出す。後に張魯を誘き出す人質としてスネークに監禁され、最後は兄と共に医療鋏男と化して妄人路に送り込まれる。離れ離れだった兄とようやく再会したのも束の間、医療鋏となった事で兄と向かい合う事ができず、近付いたり離れたりを繰り返すだけという皮肉な姿になってしまう。
スイジェン
声 - 速水奨
アニタ・ドールことツイジェンの双子の兄である風水師。10年前に四神・白虎を見立てるべく龍脈を探していたが、現在は行方不明。実は自身が白虎の宿命を背負う人間であり、見立ての阻止を目論んだスネーク（妖帝）によって石に封じ込められていた。自身の宿命を受け入れた上で行動していた勇気のある人物であり、主人公の前に度々現れては自分を見立てるように懇願する。最後は主人公によって白虎への見立てを受ける。
コニー楊（コニー・ヤン）
声 - 伊藤美紀
小黒の意識に語りかける女性。幾度となく主人公に助言を送ってくるが、媽妃によってバッグの妄人にされている。やがて大量の妄想によって醜く変形しながらも小黒の身を案じ、媽妃を倒すための助言を主人公に送り続けるが、最期は助けに来た小黒の目の前で絶命してしまう。
玄機（シャン・ジー）
声 - 千葉繁
大井路で問診屋をしている液状の妄人。大人と子供が混在したような独特の喋り方が特徴。妄想をいくらでも吸収できる体質のため、妄人路にいなくても平気との事。実は玄太の息子であり、父と同じく玄武の見立てを受ける宿命にある。しかしそれを拒絶し、妄人化していた。終盤は主人公と行動を共にし、1920年に飛ぶが、そこで年画の姿となり、本来の運命を歩むはずだった自分と対峙する。その後、小黒の姉の説得を受けて妄人となった過去へと飛び、それ以降の自身の人生を歩み直した後に見立てを受ける決意をする。最後は妄人中心にて主人公の前に現れ、静かに玄武への見立てを受け入れた。
夏先生（シャせんせい）
声 - 寺島幹夫
自らの内に陰と陽を宿してしまった賢者で、姉を探す小黒の相談に乗っていた。しかしそれを切っ掛けに胸中に生まれた邪念を妖帝に付け込まれ、マグネ気によって対抗していたもののやがて邪気に取り込まれ、小黒に化けて主人公と敵対してしまう。それでも僅かに残った正気を振り絞り、主人公にメッセージを送っていた。最期は「光明の眼」による真実の光によって焼き尽くされた。
山高帽男
声 - 櫻庭裕士
英語交じりの独特な口調で話す山高帽とモノクルを身に着けた紳士。映写機を内蔵した杖を持ち、主人公を未知のエリアへと導く。その正体は愛萍であることがエンディングで明かされるが、ゲーム序盤でもとある事をするとその伏線となる会話を聞くことができる。愛萍とは体格が大きく異なるが、実は山高帽男の姿の時は愛萍本人は体育座りをしている。
馬山童（マーシャンタン）
声 - 山内雅人
神龍廟にある山水画の中に住んでいる妄人の賢者。妄人路は彼の頭の中の世界であり、妄想が枯れる事が無い。神龍廟を訪れた主人公に妖帝の野望について語る。
第一稿では陰界の中核のような存在だったが、実際はネームドモブの扱いに留まっている。
妄娘（ワンニャン）
声 - 小桜エツ子
妄人路に妄想を供給し続けている妄想の権化。その姿は一見、可愛らしい双子の少女の人形だが、実態はグロテスクな怪物である。妄人路に龍脈が繋がった事で吹き荒れた妄想の嵐と、妄人路内での騒動に怒り、暴走してしまう。最後は大量のデータが入ったモンスターROMを喰らい、妄想に飲み込まれた妄人たちを吐き出して消滅した。
ダミアヌス
本編の攻略上、特に行く必要のない場所で待ち構えている謎の人物で、いわゆる「隠しキャラ」と言うべき存在。哲学的とも、此方をからかっている様子とも受け取れる質問を次々投げかけたり、主人公を同じ胡同内の何処かへ強制ワープさせるトリックスター。時にはマップの外側を歩かせたり、突然ゲームオーバー時の映像を見せると言ったメタ的な演出でプレイヤーを脅かす。終盤には兄のコスマスが登場する。
開発陣の次回作『プラネットライカ』でもコスマスと共に登場している。
ガタリ
フェリックス・ガタリの名をハンドルネームに用いる謎の人物で、ストーリーを通して主人公に一方的にメールを送ってくる。その含みを持たせた文面は警告とも嫌がらせとも謎掛けとも受け取れ、読み手を混乱させる。その正体は妖帝である。
『クーロンズリゾーム』のクラウドファンディングのリターンの一つはガタリからのメールマガジンとなっていた。

### 路人
九龍城では住民を「路人」と呼ぶ。「ねじ屋」「びん屋」「えび剥き屋」など、一軒一軒が商売として成立するかも怪しいほどの非常に細かい分業社会となっているが、これは取材時に訪れた香港の様子から極端なイメージを取り入れたものである。
宗じいさん（ソンじいさん）
海鮮中心にある血燕の巣の路地の近くで占いをしている老人。拾ったものを占いに託けて売りつける事でも知られ、アクセスカードを主人公に売りつけ、後にそれを問いただされても要領を得ない態度をとる。店の前には不気味な露天人形（声 - 牟森）がある。大事にしている「ばあさん」と、コンピュータ中毒の弟と暮らしているとされる。また、「ばあさん」に美顔薬や海草パックを塗っているらしい。
実は「ばあさん」は既に故人であり、美顔薬などを塗るのも腐敗を遅らせる為で、更に蘇生を夢見てブルー・クロウを投与し続けている。しかし結果として最後は「ばあさん」は肉塊の怪物として蘇り、宗じいさん自身も喰われてしまう。
宗じいさんの弟
声 - 渕崎ゆり子
パソコン中毒とされる宗じいさんの弟。精神が生体通信に取り込まれており、主人公に何度か交信してくる。画面に映る姿は兄と同じ老人だが口調と声は少年のものである。終盤、宗じいさんの「ばあさん」に意識が囚われた端末ごと飲み込まれる。その後、「ばあさん」と融合した霊師との戦いにて主人公にアクセスされた事で、生体通信を介して霊師を道連れに消滅した。
チャーリー
声 - 八嶋智人
怪しい茸売り。実は手品師であり、鍵開けの名手でもある。奇妙な体の作りだが、それは頭部と胴以外が全て義体だからである。
鏡屋
声 - 峯のぼる
物語の序盤で、事態解決のために胡同へ送り込まれた人物。終始能天気な態度を見せるが、その口調と奇抜な外見とは裏腹に言動は理性的。主人公に救われ、九龍城に来たばかりで右も左も分からない彼に協力する。
初登場時には「助けてくれたのか……助かった」という台詞を発するがこれは上がってきた鏡屋のキャラクターのイメージや声優の演技に合わせて書き直したものであり、本来は説明調の整った台詞だった。木村は作中で一番好きなセリフとしており、とあるメディアの記者は「このセリフを聞いた瞬間に『クーロンズ・ゲート』の全てを理解した」と絶賛したという。
えび剥き屋の子ども
声 - 渕崎ゆり子
龍城路の近くのエビ剥き屋にいる少年。早く大人になりたいと考えており、年の割に大人びた性格をしている。剥きエビには退魔の力があるとされ、後に龍城路の半分の消失で店を失った際、主人公に剥きエビを渡しに来た。
水銀屋
龍城路の住民である全身にケーブルを巻き付けた男。ベロニカという妹が妄人になるのを防ぐため、彼女の全身に水銀を塗って死なせてしまった過去がある。
爆竹屋
九龍フロントに店を構える。爆竹ばかりではなく爆薬作りのプロフェッショナルでもある。以前はよく当たると評判の「爆竹占い」を双子の弟と行っていたが、それ故にスネークに目を付けられ、弟は実験材料にされた挙句にブルークロウで廃人化してしまった。そんな経緯からスネークを、とりわけブルークロウを統括するチェンを恨んでおり、製剤所の破壊に向かう主人公に超級爆竹を託した。
ハッカー
声 - 山田隆夫
主人公が手に入れたアクセスカードの本来の持ち主。アクセスカード無しでも生体通信ができるらしいが、それを実践した結果、精神崩壊してしまう。
剥製屋
声 - 谷口節
九龍フロントの剥製屋。主人公に三尸（サンシー）という虫の捕獲を依頼する。死肉を組み合わせて人体を作ることができ、ミスター・チェンの体も作った。実は三尸の捕獲は封印石を崩そうとしていたアニタから横取りするためであり、また、玄機と組んで妄人を拷問する事で邪気を集めるなど、裏で悪事を行っている。最後は鬼律の「ユン」と融合し、これまで集めた邪気によって男性器を思わせる異形と化す。永遠の命を得たと思い込んでいたが、生気の塊である踊り子のかつらを受けて消滅した。
アニタ・ドール
声 - 速水奨
スイジェンの弟で、龍津路にある天堂劇場の踊り子をしている。男性だが口調や物腰は女性以上に女性的。本名はツイジェン。兄が残した超級羅盤を主人公に託す。
ブロマイド屋
声 - 北浜晴子
自らの幸せな思い出に浸る女性。アニタを特に気に入っている。自分を踊り子達の相談役と思っているが、劇場の栄華は過去の話であり、古き良き時代に浸るあまりそこから抜け出せなくなっている。
グエン・グエン
声 - 林田尚親（日本語） / グエン・ディン・カム（ベトナム語）
出世石を扱うベトナム人の写真家。「繁栄と陰」という写真集を出すために取材をしているうちに西城路に迷い込んでしまった。実は1968年の人間だが、何らかの要因で1997年に来てしまった。取材を続けるうちに陰の部分のみに目が行くようになってしまい、出世石も陰を求める力を帯びてしまっている。ベトナム語しか話せないため、翻訳機を口に装着している。

### オールド・スネーク
正式名称は「蛇老講（ジャロウコウ）」だが専らオールド・スネーク、またはスネークの通称で呼ばれる秘密結社。「双子屋」「双子中心」と言った施設の運営を行っている。双子の力「鳴力（ミンリー）」を集めて眠れる龍を目覚めさせる事を目論んでいる。
双子師（ふたごし）
オールド・スネークの下層構成員。青白い顔の不気味な仮面をつけ、鳴力を集めるべく暗躍する。「双子屋」での双子登録受付など事務的な作業のほか、街なかの不穏因子を脅して回るなどチンピラじみた仕事もこなす。
ミスター・チェン
声 - ケン・サンダース
スネークの手下で、九龍フロントの裏を仕切る男。鳴力を強制的に覚醒させるための強力な麻薬、「ブルー・クロウ」を製造している。その体は剥製屋に作られた生ける屍であり、ブルー・クロウが齎す邪気によって生きながらえている。不老不死を求めてスネークの手下となったが、スネークを出し抜いて不老不死の力を独り占めする事を画策している。亀の首を生きたまま引き千切るなど、その行動や言動は狂気に満ちている。一方、愛人であるトルソの妄人「美安（メイアン）（声 - 青木菜な）」に体を作る事を約束すると言った一面を持つ。老人中心の製剤所で主人公と対決するも、「邪気の鏡」によって邪気を祓われてただの屍へと戻り、破裂した。表向きは街の人々に敬意を持たれているようだが、内心では蔑まれている。
媽妃（マーフェイ）
声 - 佐久間なつみ
双子中心の「おはじめ式」を取り仕切る老女。コニー楊をバッグの妄人にした張本人。元々は双子政策で生まれた新童の双子だったが、姉を取り込む事で妖力を得た。自分の醜い強欲を照らし出される事を何よりも恐れている。甲羅状の胸を開くと、顔に不釣り合いなほど小さく痩せ衰えた本体が姿を現す。小黒の力を奪うべくスネークを離れて独自に行動し、主人公と対峙。自身が始末したコニー楊の手鏡によって醜い欲望を照らし出され、消滅する。
婆童（バードン）
声 - 蘭妖子
媽妃と同じく双子を感応させる媒介者。妖帝の邪気を潜ませた双子の亡骸「童面（タンミン）」と「童頭（タンタウ）」を背負っており、計り知れない力を持つ。セミナーにて張陵の鳴力を強制的に引き出そうとしていた所を主人公に妨害され、「邪気の鏡」で一度は倒されるが、居合わせた双子師の命と引き換えに回復する。しかし駆け付けた張魯の力に抑え込まれ、張魯が四天王に倒されると童面と童頭を出現させた異形の怪物と化して再び主人公に襲い掛かり、最期は主人公に「退魔の札」または「剥きえび」で祓われた。
老師（ラオシ）
声 - 国井修
双子師四天王のひとり。高齢らしく、顔には深い皺が刻まれている。西城路にてグエンを拉致し、主人公の持つ命名札と引き換えに取り引きする。その為、老師とのアイテムバトルは命名札を引き渡す形となり、戦闘として勝利する訳ではない。最終局面では復活した他の三人と共に妖帝の傀儡となって現れるが、「命玉」によって生命を宿された兵馬俑の猛攻によって全員倒された。
霊師（リンシ）
声 - 東地宏樹
双子師四天王のひとりである美男子。顔の右半分を前髪で隠している。終盤、妄人路にて宗じいさんの「ばあさん」を取り込んだ悍ましい姿となって主人公と対峙するが、「ばあさん」が取り込んでいた端末に主人公がアクセスした事で、端末内に囚われていた宗じいさんの弟に道連れにされる形で消滅した。
仙師（シャンシー）
声 - 天祭揚子
双子師四天王の紅一点。虚ろな表情の仮面を被っている。玄機を狙って小姐路に現れ、ダンスホールに匿われていた主人公に襲い掛かるが、小黒の助言を受けた主人公にチェンの「バニティーミラー」を投げつけられ、倒された。復活後も生命を得た兵馬俑に倒され、その際に素顔が顕になる。
巫師（ウーシ）
声 - くじら
双子師四天王のひとり。派手なメイクと装飾を施している。女性のようにも見えるが男性。主人公を追って1920年に現れ、小黒の写真を奪い、主人公にも襲い掛かる。しかし、ゲームキッズの助言通り時のお守りである「海原の貝殻」によって時の歪みが正された事で撃退される。
妖帝（ヤオディ）
オールド・スネークの黒幕だが、その正体は清朝の時代に自らを四神・青龍に見立てようとした風水師。悪霊と化し、木彫りの僧侶の中に潜んで現代まで存在し続けており、双子師四天王を操って復活を目論む。肉体を失いながらも、その強大な邪気は現世に干渉し、人間を操る事ができる。一連の異変の元凶であり、本作のラストボス。
劇中では双子師の身体を乗っ取って主人公に話し掛けたり、ガタリを名乗って何度もメールを送るなどで主人公と接触する。最終決戦では双子師四天王を介して主人公に語り掛け、四天王が倒されると思念体である本体が姿を見せる。最後は「五岳の図」と「退魔の札」によって封じられ、同時に四神獣の見立てが完了した事でその野望は打ち砕かれた。妖帝との最終決戦に敗北するとバッドエンドムービーが流れる。

### 案内屋（クーロン・ナビ）
胡同の案内人で、リッチの部下達。複雑極まりなく入り組んだ胡同において、道順の案内の他、偵察や仕掛けの調査、胡同からの脱出などで主人公を全面的にバックアップする。しかし一度に大量の情報を話し、聞き返す事もできないためメモは必須。
リトル・フライ
声 - 福士恵二
龍城路のナビ。小型のフライビーグルを自在に乗りこなす小男。自分の身長にコンプレックスを抱いているのか、背の高い帽子を被っている。アヒルのクチバシを思わせるマスクをしており、かったるそうに喋るが協力的。
ハニー・レディ
声 - 五十嵐麗
龍津路のナビを務める隻眼の女性。昆虫をモチーフにしたセクシーなコスチュームに身を包み、アクロバティックな動きを見せる。大人の女性を感じさせる冷静で的確な助言を与えてくれる。隠れている顔の右半分はケロイド状に爛れており、ローヤルゼリーを飲んで肌の手入れをしている。
ミスター・ドープマン
声 - 龍田直樹
西城路のナビ。筋肉増強剤で作り上げた強靭な体で、豪快に壁を割り、床を破って現れる。そのマッシブな巨体に反して声は甲高く、性格も陽気。本体は頭部の中に存在し、肉体に見える部分は彼が操縦する乗り物のようなものであるらしい。
バンブージー
声 - 町田義人
大井路のナビ。緑色の覆面を被り、左手に装備した鉤爪と竹の棒を駆使して身軽に飛び回る。香港の建設現場で高所鳶をしていたが、怪我のためにナビに転職した過去を持つ。攻撃的な外見だが性格は穏やか。自分のことを無口だと言いながらよく喋る。

### 物の怪使い
鬼律を操る事を生業とする者たち。特定の思想や目的を持たず、他者とも関わらず、ただ生きるためにその能力を使っている。清朝の頃は王室に仕える物の怪使いもいたが、絶対的な権力が失われた現在では流されるまま孤独に存在している。各胡同にて邪気を充満させる元凶であり最深部で主人公を待ち受けるが、いずれも主人公と対面したあとは自ら消えてき、ゲーム的な対決イベントは存在しない。
テレビゴミ
声 - 伊藤英敏
大量のブラウン管テレビが集まって形を成した物の怪使い。元々は沙角の製麺工場跡に存在する妄人だったが、大量に捨てられたテレビが邪気を生み出し、物の怪使いになった。水銀屋の怯えが生み出した邪気を利用し、無数のブラウン管で悪い気を反射させることで龍城路の胡同に邪気を蔓延らせていた。
シンバル女
声 - 青木菜な
その名の通り巨大なシンバルを携えた女。スネークに雇われ、天堂劇場に迷い込んだ小黒を監禁していた。狂的的に高いテンションと甲高い笑い声が特徴で、主人公を挑発しながら「またしばらくこの世界とおさらば」という意味深な言葉を残して消えていく。
棺桶老人
声 - 千葉耕市
西城路の胡同に待ち構える物の怪使い。その名の通り棺桶に腰を掛け、頭部はその上に置かれた水晶玉の中に出ている。グエンの出世石を利用して胡同内の鬼律に力を与えていた。主人公に邪気を祓われると敗北を認め、人が最後に行き着く「邪気も妄想も欲望も何もかもが燃え尽きた真っ白な世界」の存在を語りながら消滅した。
人形使いの少年
声 - 小桜エツ子
芸をして生きてきた少年。外見年齢は10歳程度だが性格は大人びており、ニヒルで陰険。あらゆる事に興味が無く、スネークに逆らえないまま維多利亜大廈に邪気をまき散らしていたが、彼らの企みにも関心は無い。常にぜんまい仕掛けの鬼律を抱えている。

### 清朝
道光帝（ドウコウテイ）
声 - 川合伸旺
1850年の清朝を治める皇帝。阿片戦争に敗れて以来、自信を喪失した事で乾清宮に閉じこもっている。四神・玄武としての見立てを受ける定めがあるものの、人としての生を終える事を恐れ、それも拒み続けている。しかし最終的には梁艾丹の尽力と玄太の説得により、国の未来の為に神獣となる事を決意し、主人公によって玄太と共に見立てられる。
玄太（シャン・タイ）
声 - 女鹿伸樹
囚われの身となっている町医者で、道光帝の甥。聡明な人物で、町の人々からの信頼も篤い。玄武の見立てを受けない道光帝に心を痛めている。見立てを拒む道光帝によって地下牢に囚われている。見立ての宿命は受け入れているが、内心ではやはり恐れがあり、幽閉された際にも心のどこかで安堵していた。しかし主人公が現れた事で迷いを振り切り、やがて生まれてくる息子の命名札を主人公に託して見立てを受ける。
玄太の妻
声 - 城間章子
もうすぐ臨月を迎える女性。夫の宿命を受け入れ、息子も同じ宿命にあることを理解する。夫を失った後は生まれてくる息子を、その日のために一人で育てることを決意する。
木彫りの僧侶
声 - 松尾銀三
旺気楼に祀られている像。元は人間であったが、青龍の見立てを受けている最中に邪気を受け、木彫りの像に変わってしまった。妖帝との最終決戦では仙人像によって覚醒し、主人公に自分を見立てるように訴える。彼が青龍へと見立てられた事で四神獣の見立ては完了した。
梁艾丹（リャン・アイダイン）
声 - 幸田奈穂子
道光帝にに仕える女官。物の怪の桃児（モモジ / 声 - 櫻庭裕士）に食われてしまい、体内から主人公に助けを求める。

### 上海
蘭暁梅（ラン・シャオメイ）
声 - 百瀬圭
1920年にて四神・朱雀の見立てを受けるはずの少女。純真な性格。マダム馮の占いの通り見立ては失敗し、その力は小黒と姉へと受け継がれ、本人は覚める事なく龍脈を繋ぐ礎として永遠の眠りに就いた。しかしエンディングにて、崩壊した九龍城に何故か突如現れる。主人公に声を掛けた途端、謎の怪物によって捕らえられ、光の彼方へと消えていくという謎めいた結末を迎える。これは突出した陰が退けられたとしても陰そのものは無くならないという事を示すと同時に、次回作への伏線として作られた演出である。
彼女を引き戻した腕の怪物の正体は、陽界側の普通の人間であり、何らかの理由で陰界に行ってしまった暁梅を陽界に引き戻しただけだったと木村自身によって明かされている。それが陰界側から見ると怪物に見えてしまったというのが真相である。しかし、暁梅が何故目覚め、時を越えて陰界の九龍城跡に現れたのかは依然として謎のままである。
マダム馮（マダム・フェイ）
声 - 向殿あさみ
1920年代の「妄想の島」の占い師。占いによって、暁梅が神獣になれないという結果を出してしまう。
王兆銘（ワン・チャオミン）
声 - 小林修
1920年の妄想の島の実力者で置物の妄人。マダム馮とは内縁関係にある。暁梅の母との誓いにより、暁梅の見立てを見届けるべくその日まで真実を伏せていた。馮の占いがどうであろうと暁梅の見立ては成功すると確信していたが、実際は失敗に終わった事で気が触れてしまう。
大黒
声 - 伊藤美紀
小黒の双子の姉。「大黒」は小黒の姉という理由から付けられた名前で読み方は決められていない。活発で行動的な妹とは対照的に冷静で病弱な雰囲気を持つ。妹と同じく朱雀の見立てを受ける定めにあったが、妖帝によって肉体を滅ぼされ、思念だけの存在となる。そんな状態でありながら妹の身を案じ、鳴力を送り続けていた。また、小黒以外とも交信できるらしく、玄機を説得するなどもしている。終盤、1920年に飛ばされた小黒と再会、および思念の合一を果たす。小黒自身の人生を案じてはいたものの、一刻の猶予も無くなってしまったため、小黒自身が全てを理解する事は無いまま自身と共に見立てを受けるように仕向け、最後は小黒と共に朱雀へ見立てられた。
「小黒秘話」によると人として死亡したのは1919年の事であり、享年22歳。双子の妹である小黒は九龍で2年の歳月を重ねて24歳になっており、この年齢差が朱雀の龍脈に脆弱性をもらしてしまっている。

## システム
本作は大きく分けて「JPEGダンジョン」、「リアルタイムダンジョン」と呼ばれるふたつの探索パートと、「戦闘（バトル）」パートから構成されている。JPEGダンジョンでストーリーを進め、情報が集まる（フラグが立つ）とリアルタイムダンジョンに潜り探索、というのがおおよその流れで、その過程で任意もしくは強制的な戦闘が挟み込まれる。
基本的にゲーム全編を通じ主人公の主観視点で描かれる。
プレイヤーはゲーム序盤に、「冷蔵庫」、「扇風機」、「電子レンジ」の3つの中から好きなものを選択する。これは、主人公の所持する邪気が五属性全て揃ってゲームオーバーになった場合、選択した物の妄人になることを意味している。
イベントシーンでは三人称的なカメラアングルも存在するが、その場合も主人公の外見は一切描かれない。また物語は全50のクエスト（エピソード）に分かれており、それぞれにタイトルが付けてある。しかしクエスト名は演出的に明示されるということはなく、セーブする際に進行状況の目安として確認できる程度の扱いである。

### 探索パート
JPEGダンジョン
定点から定点を移動していく、いわゆるウォークスルー方式のオーソドックスなアドベンチャーパート。街中を彷徨い、人々の話を聞いたりアイテムを使用しながら話を進めていく。移動の際はプリレンダリングの移動ムービーが流れるが、視点が上下左右に蛇行し浮遊感のある特徴的なカメラワークであるため、プレイヤーによっては非常に3D酔いしやすい。一部例外を除き戦闘は発生せず、まずゲームオーバーにはならない。
リアルタイムダンジョン
リアルタイムポリゴンで描かれた「胡同（フートン）」という3Dダンジョンを探索するパート。「JPEGダンジョン」とは異なり自由に移動できる。胡同の中に潜む敵（鬼律）の居場所を特定、撃退することで扉の鍵を開けたり、仕掛けを動かしたりしつつ進んでいく。プレイヤーに大きな段差を乗り越えたり、ジャンプして別の足場へ移るなどといった能力はないが、柵の無いマップの一部分から一方通行的に“飛び降りる”ことは可能となっている。
ほとんどの胡同は非常に複雑な構造をしており、多くの扉には鍵が掛かっているため、最初からマップを閲覧できるにも拘わらず道に迷うのは必至。そのため、要所要所でクーロン・ナビが現れ主人公（プレイヤー）に助言を与えてくれる。そのクエストでの目的を遂げると、多くの場合その場からナビに連れられる形で街（JPEGダンジョン）に帰還できる。敵との戦いで気力がゼロになる、もしくは主人公の所持する邪気が五属性全て揃ってしまうとゲームオーバーとなる。その場合は胡同に入った時点かセーブした場所からリトライする事になる。
プレイヤーは胡同内の鬼律を視認できない。鬼律と戦うには、それに接近することで生じる画面上の「揺らぎ」（鬼律の発する邪気）を頼りにして居場所を特定する必要がある。但し、邪気の濃い場所では気力が徐々に減少してしまう上、所持していない属性の邪気が勝手に追加される事がある。鬼律は一度倒せば二度と復活しないタイプと無限に湧くタイプが存在する。前者は紫の邪気を放ち、撃破する事で扉が解錠される場合もある。鬼律の種類は場所毎で固定だが、運が悪いと姿が定まらず判別が出来ない状態になる事もある。後者は緑の邪気を放ち、倒しても邪気は晴れず、同じ場所を通ると何度も戦う羽目になる。こちらは出現する鬼律はランダム。

### 戦闘パート
戦闘パートは更に2種に分類される。鬼律退治を目的とする通常戦闘的な「風水バトル」と、ボス戦的な性格を持つ「アイテムバトル」である。戦闘パートでは状況に関わらず風水師が一定確率で「行動に失敗」することがあり、極稀に失敗が重なって何も出来ないままゲームオーバーとなってしまうことがある（バグというより仕様の問題）。気力は邪気の無い場所を歩くか、回復アイテムの「男油」を使用すると回復する。しかし邪気を所持していると、邪気の無い場所でも立ち止まっていれば徐々に気力が減少し、所持する邪気が多いほど減少速度が上がる。四属性も所持してしまうと、歩いても回復どころか減少を抑えるのがやっとになってしまう。
風水バトル
鬼律と遭遇した場合、その鬼律の持つ属性と相克する属性の邪気をぶつけるか、鬼律の持つ邪気を全て吸収することで鬼律を退治することができるという、一般的なRPGに見られる戦闘システムとは大分異なったものになっている。基本は一体の鬼律につき一属性だが、中ボス的な鬼律は2属性以上を有しており、更に終盤では雑魚も複数属性を持っている事がある。鬼律の攻撃で気力がゼロになるか、邪気吸収によって五属性全ての邪気が揃ってしまうとゲームオーバー。「冷蔵庫」「扇風機」「電子レンジ」などの家電製品にされてしまう。コマンドは邪気を放つ「射」、邪気を吸収する「吸」、敵の属性を調べる「査」、アイテムを使う「品」、戦闘から逃げる「避」の五種類。
属性は木火土金水（もっかどごんすい）の相克関係にあり、水→火→金→木→土→水で打ち消す事ができる。一度所持した邪気は、相克する鬼律に放つ以外に手放す手段は無い。更に1属性につき1つしか邪気を所持できないため、敵と同じ属性は所持しているが相克する属性は持っていない場合、吸収も攻撃も出来なくなってしまう。この場合、敵の属性を変える「貝粉」、属性に関係なく鬼律を倒す「鬼律玉」と言ったアイテムを使うか、逃げるしかない。
アイテムバトル
ボスクラスの敵と戦う場合、邪気の代わりに弱点となるアイテムを使用する特殊な戦闘方式になる。通常はターン方式だが、この場合アイテム欄を開かない限り一定時間毎に攻撃を受け続けるセミリアルタイム方式に戦闘システムが変わる。ボスは正しいアイテムさえ使用すれば容易に倒すことが可能で、戦闘時には必ず有効なアイテムを所持しているため、“正解”となるアイテムのヒントは探索パートなどで得られる様になっている。

## 開発
シリコングラフィックスのCGワークステーションを用いたPlayStation用ゲームの開発計画がたてられ、次世代機らしい音楽とポリゴンとムービーを主軸に据えることが決まった。
当初は『ブレードランナー』のような世界観を冒険するという構想がたてられていたが、木村央志は仲間たちとともに訪れた香港の九龍城砦およびその跡地に衝撃を受け、世界観を変更した。
開発スタッフの一人である井上幸喜は、『マンホール』のようなアドベンチャーゲームをやりたいと考えていた一方、PC版『MYST』で最適化された操作性をPlayStationで表現したらどうなるのかとも考えており、操作性が大きく変わるダンジョンやイベントの間にムービーを挟んで違和感を取り除くという試みを行った。
また、当初はサイバーパンクな世界観ということで大友克洋にキャラクターデザインを依頼しようとしたが、自分で下絵を描いたところプロデューサーの須藤朗がそれを気に入り、自身がキャラクターデザインを務めることとなった。
声優の野中希は小黒より小柄な印象を持っていた。彼女のルックスにあわせて小黒のグラフィック変更もあったと言われている。
井上はテレビドラマ『NIGHT HEAD』を見て、曲の雰囲気が本作にふさわしいと感じ、当時フジテレビでCGを作っていた経験を活かし、『世にも奇妙な物語』のスタッフを通じ、『NIGHT HEAD』の楽曲を担当していた蓜島邦明を本作の音楽担当者として起用した。
当初はPlayStationのローンチタイトルとして発売される予定であり、PlayStation発売前からプロモーションムービー等が公開されていたが、開発の遅れによる度重なる発売延期により1997年2月28日にまでずれ込んだ。
本作の開発は何かに引っ張られるように各スタッフが競争して生み出された相乗効果を積み重ねるようにすすめられたものであり、井上は「開発当時誰かに指示された記憶がなく、開発後半にいたっては『クーロンズ・ゲートさん』という架空の人物（概念）に指示された」とシシララTVとのインタビューの中で振り返っている。

### 世界観構築・キャラクター設定
キャラクター群のうち、鍵穴男といった「〇〇男」という名称のキャラクター群の多くは木村の考案が考案した。
デザインを担当した井上は「木村さんの中でビジュアルイメージがあるものは、キャラクター設定に挿絵があったので問題なくイメージをつかめた。一方、キーワードだけ指定されたものはそこからイメージを膨らませる必要があり、『面倒なデザインのCGを作らない』という自分の中のルールに従い、キーワードからシンプルなデザインを導き出した」とシシララTVとのインタビューの中で振り返っている。
また、井上は陰界の住人について「彼らは元々その場所に住んでいただけであり、プレイヤーとは敵対関係にない」と考えていたことから、デザイン上のルールの一つとして、「住民には牙などの武器を持たせない」ということを定めたほか、住民が武器を持って主人公を襲う場面を描かないことにした。
当初の構想では戦闘システムは存在しなかったが、木村が五行思想の属性の相克関係を使いたいと考えていたことと、アイテムを得る喜びをプレイヤーに味わってほしいという思いから、戦闘システムが導入される運びとなった。

### 販売
本作には「初回限定版」として、紙製の特製ボックスに108ページのハードカバーブックレットが付属したものが存在する。ブックレットの内容は主にゲームの世界観、メイキングについて紹介したファンブック的なものであるが、一部にストーリー上のネタバレも含まれていた。なお、「通常版」との違いはこの「箱」及び「ブックレット」の有無と、背オビデザインのみ。

### 発売権の移行
2000年に本作の発売権が開発元のSMEからアートディンクへ移行し、同年アートディンクの自社製廉価版である「ARTDINK BEST CHOICE」シリーズ中の一作として、新価格で再発売された（詳細はテンプレートを参照のこと）。パッケージデザイン等の細かい部分以外に大きな変更はない。
ゲームアーカイブスではアートディンク版が配信されたのち、2015年からはシティコネクションより再配信となった。

## 関連作品

### クーロンズゲートVR suzaku
『クーロンズゲートVR suzaku』（クーロンズゲート ブイアール スザク）は本編の前日談にあたるVRゲーム。対応機種はPlayStation 4。当初はPlayStation VR専用タイトルだったが、2017年12月21日のアップデートにより、VRモードから独立したnonVRモードが追加された。プレイヤーが生体通信を介して陰界にシンクしているという設定で龍城路と九龍フロントを散策する。本作の登場人物に加え、新キャラクターも登場する。開発は井上幸喜が代表を務める株式会社ジェットマン。
2016年11月、クラウドファンディングが開始され、すぐに支援金が目標額に達した。2018年10月2日にはOculus Go向けとして『クーロンズゲートVR suzaku』の世界を体験できるサウンドプロモーションアプリ『クーロンズゲート VR Go』が配信された。Nintendo Switch版の開発も発表されているが、2024年現在発売時期は未定。

### クーロンズリゾーム
『クーロンズリゾーム-A DAY OF THE FIRE-』（クーロンズリゾーム・ア デイ オブ ザ ファイア、KOWLOONS RHIZOME-A DAY OF THE FIRE-）は本作の28年後を描く次世代版続編。監督・脚本の木村央志自身が製作を手掛ける。対応機種はWindows、Macintosh。ストーリーは『Kowloon's Gate Archives～クーロンズ・ゲート アーカイブス～』に掲載された続編企画「クーロンズ・ゲートif」を底本として大幅に加筆・アレンジしたもので、本作に登場しなかった九龍城の一街区「光明路」を舞台とする。開発はUnityベースでアセットをメインに新たな九龍城を構築する。
『クーロンズゲート』の企画決定から25年目となる2020年に制作プロジェクトが立ち上げられた。制作自体は2019年12月に発表されたが、「シナリオが完成してから事業化する」という方針により、シナリオ第一稿が完成した2020年7月に正式にプロジェクトが発表。こちらも資金の一部をクラウドファンディングで募集し、仮に目標額に達しなくとも計画は実行すると発表されていたが、実際はストレッチゴールにもすぐに達した。
音楽は『ゲート』に続き、蓜島邦明が担当。当初は原画も同じく井上幸喜が、キャラクターイラストには新たにおぐちが起用されるとされていたが、最終的に井上は不参加となり、キャラクターデザインも木村の過去作『デモンズゲート 帝都審神大戦』を手掛けた山本章史に交代している。
当初はジャンル「路地裏オープンワールド」として全編リアルタイムダンジョンで構成された光明路を自由に探索できる予定だったが、完成した評価版「3Dクーロン」が期待したような面白さにならず、『クーロンズゲート』の続編としての伏線の回収、設定の強化や更新を重視してゲームシステムの見直しを行い、移動をムービー、会話を静止画で行う「ムービーノベル方式」に変更された。また、2021年秋にNintendo Switch、PlayStation 4、PC（Steam）での発売予定だったが実現には至らず、結局、アセットがコンシューマー機に非対応だったという「アセット利用による効率化」が裏目に出た点や開発規模の問題からコンシューマー機移植は断念され、2022年度内にSteamとBOOTHにて早期アクセス版の配信を目指す方向とされた。その後、全8巻の分冊方式での販売が決定し、2023年2月22日に第1巻にクラウドファンディング支援者クレジットなどを加えたパイロット版がBOOTHでのみ発売され、Steamでの配信も取りやめとなった。
結果的に3巻までがパイロット版として発売された後、2024年2月22日にリファインした3巻までも含む全8巻とサウンドトラックや限定フォトブックを収録した『クーロンズリゾーム 陰陽BOX特装版』が100部限定のUSBメモリ格納の形で販売され、その後、通常のダウンロード版がBOOTHで発売された。

## 関連商品

### 攻略本
『コンプリート クーロンズ・ゲート（COMPLETE KOWLOON'S GATE）』
1997年4月 - ソニーマガジンズ
分かり易いマップとフロチャート攻略。製作スタッフへのインタビュー記事、コラム等。
基本を押さえつつも充実した作り。
『KOWLOON'S GATE PARANOIA クーロンズゲート公式ガイドブック』
1997年6月 - アスペクト
詳細なゲームシナリオのノベライズ。袋綴じのマップ付き。テキスト重視。
攻略本としてはやや扱い辛いが、マニアックな執筆陣によるコラムが充実し読みごたえがある。

### 音楽
『クーロンズ・ゲート サウンドトラック』
蓜島邦明：1997年4月21日 - SONY RECORDS (SRCL-3784) ￥2,718円（税抜）
1. クーロンズ・ゲート
2. 香港最高風水会議
3. 歓楽の街
4. リ・トライ
5. 妄人路
6. 海鮮中心
7. アイテムバトル
8. Happy Hour
9. 水郷の街
10. 山高帽男
11. 陰陽師のテーマ
12. 九龍フロント
13. 香港的大廈（龍城路）
14. 占い部屋
15. 清朝
16. エンディング・テーマ

『element』
蓜島邦明：1999年12月9日 - COLUMBIA RECORDS (COCP-30725) ￥2,800円（税抜）
M12に「クーロンズ・ゲート」（メインテーマのリアレンジ版）を収録
『九龍風水傳原聲音樂專輯～クーロンズ・ゲート オリジナルサウンドコレクション』（初回限定生産）
蓜島邦明：2014年6月29日 - クラリスディスク (CDGM-10020) ￥5,400円（税込）
オリジナル音源の他、未収録曲、書き下ろし楽曲を収録。
『KOWLOON'S GATE SOUNDTRACK』(完全生産限定盤)
蓜島邦明：2019年12月25日 - Sony Music Direct (MHJL-129) ¥3,700円（税抜）
初のアナログ盤。

### 漫画・小説
『陰界伝』
作：神崎京介／原作：木村央志 1997年9月 - 講談社 マガジン・ゲームノベルズ
『クーロンズ・ゲート外伝 九龍幻境風水傳』（上下巻）
原作：高田むつみ／協力：木村央志 1998年6月 - 角川書店

### 設定資料集
『Kowloon's Gate Archives～クーロンズ・ゲート アーカイブス～』
2015年07月24日 - シティコネクション
当時の設定資料の他、スタッフインタビューや容量の都合で収録できなかったストーリー、ムービーの紹介を収録。
続編企画「クーロンズ・ゲートif」の設定資料・プロットとイメージサントラも同梱。これは後の『クーロンズリゾーム』の原型となった。

## 反響・評価
当初の売り上げは開発期間の割に芳しくなかった。その一方で、独特な世界観に惹かれる者も多く、その世界観と奇妙なキャラクターたちが織りなす不可思議なゲーム体験から賛否両論の評価を受けつつも「怪作」として熱狂的なファンを獲得し、2005年以降はYouTubeやニコニコ動画といった動画共有サイトの普及に伴い本作の人気も少しずつ上がり、最終的にはPlayStationを代表する作品の一つとしてカルト的な人気を博した。「ハマらない人にはハマらないが、ハマった人の心には永久に残り続ける作品」とも評され、Game*SparkのFURUKAWAは本作について、ゲームとしての完成度は低いとした一方で独特の世界観について評価している。開発者である木村自身は「KOWLOON'S 25th ANNIV.　超級路人祭～クーロンズ・ゲート プロジェクト25周年記念イベント～」の資料のために再び本作をプレイした際、「なんて不親切なゲームだろう。これを作ったのは誰だ」と憤慨したという。

### クーロンズゲートVR suzakuに対する評価
IGNの馬淵寛昭は2017年11月9日の『クーロンズゲートVR suzaku』のレビュー記事の中で独特な世界観を評価した一方、ゲーム的な要素が皆無であると述べ、世界観に魅力を感じない者はプレイし続けるだけでもつらいかもしれないと述べた。
また、馬淵は『クーロンズゲートVR suzaku』の唯一のゲーム要素である「剥きエビ」が終盤にかけて大量に集める必要がある点を指摘し、「ただでさえ単調なゲーム性に拍車をかけており、このゲームバランスはゲームの性質上、ゲーム性というよりもはや拷問である」と述べている。
さらに馬淵は、画面中央に緑の点があるものの、鼻の頭など視線の基準となる物体がなく、現実で歩く時の感覚との違いが強調されてしまい、ひどいVR酔いに悩まされたとも振り返っている。

## 派生サービス

### Second Life
『クーロンズ・ゲート』の発売10周年を記念して当時のクリエイターが再結集し、本作の世界観を再現した kowloon というエリアが Second Life 上で2007年7月23日に公開された。（2024年9月時点でまだ継続中。）